# Резніков Володимир Петрович
Резніков Володимир Петрович (*3 квітня 1951, Лиман — 4 квітня 2023, Київ) — заслужений журналіст України (від листопаду 1995 року), член Спілки журналістів України від 1978 року, начальник управління підготовки та поширення міжнарародної інформації українського національного інформаційного аґентства «Укрінформ».
Батько Резніков Петро Федорович (*1923—†2000); мати Резнікова Клавдія Миколаївна (*1926—†2018). Одружений з учителькою історії Ольгою Миколаївною (*1954). Є донька Наталія (*1979).

## Кар'єра
Здобув освіту 1976 року на факультеті журналістики Київського університету ім. Т. Шевченка.
- З вересня 1975 по вересень 1993 року — редактор, заввідділу, заступник головного редактора головної редакції інформації Українського радіо, директор Першої програми на Українському радіо.
- З вересня 1993 по лютий 1995 року — віце-президент Держтелерадіокомпанії України.
- З лютого 1995 по липень 1999 року — заступник Голови Держтелерадіо України, президент Національної радіокомпанії України, Державний комітет телебачення і радіомовлення України.
- До липня 2001 року — головни спеціаліст Управління гуманітарного розвитку Департаменту внутрішньої політики.
- З липня 2001 по червень 2002 — перший заступник начальника Управління зв'язків з громадськістю, завідувач сектору розвитку засобів масової інформації, інформаційної та мовної політики Департаменту внутрішньої політики, Секретаріату Кабінету Міністрів України.
- З березня 2010 — заступник генерального директора Українського національного інформаційного агентства «Укрінформ»
- З вересня 2010 року — перший заступник генерального директора Українського національного інформаційного агентства «Укрінформ»

Працюючи на керівних посадах основну увагу приділяв становленню нового для вітчизняної журналістики формату програм, в основі якого персоніфікація журналістської роботи.

## Нагороди
- Орден Святого рівноапостольного князя Володимира Великого (1998).
- Почесна грамота Кабінету Міністрів України 2001 року.